# تاوچه گراوچه
تاوچه گراوچه (مقدونی: Тавче-гравче) یک غذای سنتی مقدونی است. که با لوبیا تازه تهیه می‌شود و در بسیاری از رستوران‌های مقدونیه شمالی یافت می‌شود. این غذا در دیگ سنتی سفالی بدون لعاب پخته و سرو می‌شود. نام غذا ممکن است به عنوان "لوبیا روی یک تاوا " ترجمه شود. تاوچه گراوچه غذای ملی مقدونیه شمالی محسوب می‌شود.

## مواد اولیه
- لوبیا کره ای
- پیاز
- روغن
- فلفل قرمز خشک
- فلفل قرمز و سیاه
- نمک
- جعفری